# Hands All Over (chanson de Soundgarden)
Pour les articles homonymes, voir Hands All Over.
Singles de Soundgarden
Loud Love
(1989) Room a Thousand Years Wide
(1990)
Hands All Over est une chanson du groupe grunge Soundgarden. C'est la seconde piste de leur second album Louder Than Love, sorti en 1989. Elle est aussi le second single tiré de l'album, qui paraît en 1990. La chanson apparaît également dans l'EP Loudest Love.
Les paroles évoquent la thématique environnementale.